# Thor
 Ovo je glavno značenje pojma Thor. Za druga značenja pogledajte Thor (razdvojba).
Nordijski bog Thor (isl. Þórr) najstariji je Odinov sin. Majka mu je Jord (hrv. „Zemlja”). Žena mu je Sif s kojom ima sina Modija, dok s djevicom Jarnsax ima sina Magnija i kćer Thrud. Njegovi će sinovi živjeti i nakon Ragnaroka i naslijedit će očev čarobni malj Mjollnir. Ima i posinka Ulla, sina Sifinog. Pojavljuje se pod mnogo imena, tzv. keninga: Asator, Einridi, Jofur, Lorridi ili Hloridi, Veur, Vingnir, Vingtor, Okutor i druga.

## Thorov život

#### Karakteristike
Živi u palači Bilskirnir u Trudvangu ili Polju snage u Asgardu. Sluge su mu Tjalfi i Roskva. Thor vlada nebom i rukovodi gromom, munjom, vjetrovima, kišom; otud njegova omiljenost u narodu te se smatra bogom običnih ljudi. Najjači je od svih bogova te čuva svijet od divova koji ga ugrožavaju, čuva i svijet bogova Asgard i svijet ljudi Midgard.
Vrlo je vjerojatno bio svojevrstan uzor skandinavskim muškarcima: crvenokosi, bradati bog, vrlo istaknute muskulature, pravedan, pouzdan zaštitnik, iako vrlo temperamentan i nagao. Voli puno i dobro jesti i piti, dobrodušan je i veseo. Vozi se nebom i zemljom u kolima što ih vuku dvije koze Tanndgnjost i Tanndgrisnir, odnosno Škripalo i Škrgutalo, koje po potrebi zakolje i pojede njihovo meso, a potom svojim maljem blagoslovi njihove kosti te koze ponovno ožive.
Thor posjeduje i tri dragocjenosti, malj Mjollnir ili Munja koji je napravio patuljak Sindri (ili patuljak Eitri uz pomoć patuljka Brokka); malj nikada ne promašuje cilj i uvijek se vraća vlasniku, a može se i smanjiti tako da ga nosi u njedrima. Ima i željezne rukavice koje mora nositi da bi mogao upravljati Mjollnirom, a tu je i pojas Megingjord koji, kad ga opaše, udvostručuje njegovu golemu snagu. Ljudi bi često nosili amulete u obliku Thorova malja, a kako je malj podsjećao na križ, predmet se uspješno spojio s kršćanstvom i dugo živio i kada su tragovi mitologije u usmenoj predaji odavno bili nestali.
Četvrtak je u germanskim jezicima dobio ime po Thoru (šv., nor., dan. torsdag, eng. Thursday, njem. Donnerstag).

#### Sudbina
Kada dođe vrijeme Ragnaroka, borit će se sa zmijom Jormungandom, kojeg će ubiti, ali će i sam pasti poprskan njezinim otrovom.
Thor je poznat po mnogim pričama u kojima se uglavnom bori protiv zlih bića koja donose kaos u svijet, najčešće divova i trolova.